# Artie Lange
Artie Lange est un acteur, producteur et scénariste américain, né le 11 octobre 1967 à Livingston, dans le New Jersey.

## Biographie
Artie Lange est notamment connu pour sa participation au The Howard Stern Show et à la série de saynètes MADtv.

## Filmographie

### Acteur
- 1995 : Mad TV (série TV) : Various (1995-1997)
- 1998 : Sale boulot (Dirty Work) : Sam McKenna
- 1999 : Puppet : Alexie
- 1999 : Le Quatrième Étage (The 4th Floor) : Jerry
- 1999 : Une fille qui a du chien (Lost & Found) : Wally
- 1999 : Mystery Men : Big Red
- 1999 : Le Célibataire (The Bachelor) : Marco
- 2000 : Scary Scream Movie (Shriek If You Know What I Did Last Friday the Thirteenth) (vidéo) : Swim Coach Hasselhoff
- 2001 : Gameday (vidéo) : Artie
- 2002 : Croisière en folie (Boat Trip) : Brian
- 2003 : Back to School (Old School) : Booker
- 2003 : Mail Order Bride : Tommy
- 2003 : God Has a Rap Sheet : Fat guy
- 2003 : Elfe (Elf) : Gimbel's Santa
- 2004 : Perfect Opposites : Lenny Steinberg
- 2004 : Game Over (série TV) : Turbo (voix)
- 2006 : Supertwink (en) (TV) : Cock Hudson's Bar Plumber
- 2006 : Waltzing Anna

### Scénariste
- 2004 : Artie Lange: It's the Whiskey Talkin' (vidéo)
- 2001 : Gameday (vidéo)
- 2004 : Artie Lange: It's the Whiskey Talkin' (vidéo)

### Producteur
- 2001 : Gameday (vidéo)
- 2001 : The Circle (court-métrage)